# Колетвинов, Андрей Федотович
Андрей Федотович Колетвинов (1897 — 28 июля 1938) — советский партийный и государственный деятель, депутат Совета Союза Верховного Совета СССР первого созыва. 

## Биография
Родился в деревне Скороваровка Ефремовского уезда Тульской губернии. Окончил Ефремовское городское училище, работал в канцелярии конторщиком и счетоводом.
В 1916—1917 годах служил в армии на унтер-офицерской должности; был демобилизован по болезни.

С 1918 года — член РСДРП(б). В 1918—1921 годах — секретарь, заместитель председателя Ефремовского уездного исполкома, член Ефремовского ревкома, созданного для борьбы с конницей Мамонтова.
В 1921—1930 годах начальник милиции в Тульском губисполкоме. В 1930—1934 годах — председатель Венёвского, в 1934—1937 годах — Тульского райисполкома.
В октябре 1937 года — заместитель председателя Исполкома Моссовета. С октября 1937 года по апрель 1938 года — председатель Организационного комитета Президиума ВЦИК по Тульской области.
Депутат Совета Союза Верховного Совета СССР первого созыва.
Жил в Туле, улица Колхозная, дом 23.
Арестован 7 апреля 1938 года по обвинению в контрреволюционных преступлениях. Осуждён 28 июля 1938 года Военной коллегией Верховного суда СССР по статье 58, пункт 10 УК РСФСР. Расстрелян и похоронен 28 июля 1938 года на полигоне Коммунарка в Московской области.
Реабилитирован 8 февраля 1956 года Верховным судом СССР.

### Семья
Жена — Вера Яковлевна Колетвинова (в девичестве Зарецкая), член РКП(б) с 1919 г. Два сына и дочь.

## Память
Его имя в 1968 году присвоено одной из улиц Тулы (бывший Квасниковский переулок).